# Stokłosy (métro de Varsovie)
Stokłosy (français: Brome) est une station de la ligne 1 du métro de Varsovie, située à Varsovie, dans le quartier Ursynów. Inaugurée le 7 avril 1995, la station permet de desservir l'avenue de la Commission nationale de l'éducation et la rue Jastrzębowskiego.

## Description
La station de plain-pied est d'une largeur de 10m pour 120m de long. La station comporte deux nefs avec une rangée de colonnes au milieu de la plate-forme. Les couleurs principales de cette station sont le jaune, le brun et l'orange. À la surface se trouvent des escaliers ainsi que des ascensceurs pour les personnes souffrant de handicap, cette station dispose de toilettes et de guichets automatiques bancaires.
Cette station est la 4e de la Ligne 1 du métro de Varsovie dans le sens sud-nord, suivie alors de la station Ursynów, et est la 18e dans le sens nord-sud, suivie de la station Imielin.

## Position sur la Ligne 1 du métro de Varsovie

Position de la station Stokłosy sur la ligne 1.